# Christine Romans
Christine Romans (Iowa, 31 de janeiro de 1971) é uma escritora e jornalista estadunidense. Ela é a correspondente da CNN, além de atual apresentadora do Early Start.